# DJK Vilzing
El DJK Vilzing es un equipo de Fútbol de Alemania que juega en la Regionalliga Bayern, una de las ligas que conforman la cuarta división nacional.

## Historia
Fue fundado en el año 1967 en la villa de Vilzing, cerca de Cham, Alemania y está asociado con el Deutsche Jugendkraft Sportverband, organización deportiva financiada por la iglesia católica.
En sus primeros treinta años de vida fue descrirto como uno equipo que no era aficionado hasta que ganó la Bezirksliga Oberpfalz-Süd en 1998.
Posteriormente pasó como equipo entre la sexta y sétima división hasta que en 2014 logra el ascenso a la Bayernliga, liga donde jugó las siguientes siete temporadas hasta que tras la cancelación de la liga por la pandemia de Covid-19 en 2021, The club finished in fifth place in its first-ever Bayernliga season. logra el título de la zona norte de la Bayernliga y con ello su primera participación en la Regionalliga Bayern para la temporada 2022/23.

## Palmarés
- Bayernliga: 1

2022
- Bezirksoberliga Oberpfalz: 2

2000, 2007
- Bezirksliga Oberpfalz-Süd: 1

1998